# 第500軍事情報旅団 (アメリカ軍)
第500軍事情報旅団（英語：500th Military Intelligence Brigade）は、アメリカ陸軍の諜報部隊であり、アメリカ陸軍情報保全コマンドの下部組織。任務は、敵の撃退や地域の安定、パートナーや同盟国の支援、米国の国益の保護を目的として、合衆国太平洋陸軍（USARPAC）や、その他の司令部を支援し、諜報活動およびインテリジェンス能力を提供することにある。第500軍事情報旅団はハワイ州スコフィールドバラックスに本部を置く。
第500軍事情報旅団本部となる「フクハラホール」は、第二次世界大戦中、アメリカ陸軍情報部に所属し、軍事情報の殿堂入りを果たした日系アメリカ人であるハリー・K・フクハラ大佐に因み名付けらた。

## 歴史
第500軍事情報旅団は、第2次世界大戦中の太平洋の戦いにおける連合軍の情報部隊として創設された豪州・米国合同の情報機関である連合国軍翻訳通訳部の後継部隊として、1952年9月、アメリカ極東軍の下、東京で編成された。
在日米軍の兵力削減の一環として、陸軍の太平洋本部を東京からハワイに移転させたため、第500軍事情報旅団は1957年に活動を停止。1961年3月、第500軍事情報旅団（情報収集）はキャンプ朝霞で再編成され、太平洋におけるヒューミント任務の全側面を指揮するに至った。
1965年に日本からハワイに移転した第500軍事情報旅団は、ベトナム戦争への貢献から1968年から1969年、1972年から1974年にかけ功労部隊表彰を受けているが、これは非戦闘地域にある部隊としては前例のない快挙であった。
1977年にアメリカ陸軍情報保全コマンド（INSCOM）が創設されると、第500軍事情報旅団はINSCOMの地域軍事情報部隊の一つとして編入された。
第500軍事情報旅団は今日まで合衆国太平洋陸軍とその前身であるアメリカ陸軍西部司令部に対し、有益な情報を提供し続けている。

## 組織図
- 第500軍事情報旅団[3]：ハワイ、スコフィールドバラックス
  -  第205軍事情報大隊：ハワイ、フォート・シャフター（英語版）
  -  第301軍事情報大隊（英語版）（予備役）：アリゾナ、フェニックス
  -  第311軍事情報大隊（英語版）（陣頭収集）：神奈川、キャンプ座間
  -  第715軍事情報大隊（シギント）：ハワイ、スコフィールドバラックス[4]